# Degrassi Junior High
Degrassi Junior High è una serie televisiva canadese prodotta dal 1987 al 1989 come parte della serie Degrassi. Lo show narra le vicende di un gruppo di studenti che frequentano la 'Degrassi Junior High School'. Molti episodi tratta importanti argomenti come la tossicodipendenza, la pedofilia, la gravidanza, l'omosessualità, il razzismo e il divorzio.
La serie è stata molto acclamata per la sensibilità e il realismo con cui vengono presentate le sfide della vita da adolescente. Per questo il cast è principalmente formato da attori non professionisti grazie ai quali lo show è reso ancora più realistico.
Nella serie sono presenti molti attori che hanno già recitato in The Kids of Degrassi Street inclusi Stacie Mistysyn, Neil Hope, Anais Granofsky, Sarah Charlesworth. Tuttavia, i nomi dei loro personaggi e le loro situazioni familiari sono state cambiate a tal punto che Degrassi Junior High non può essere considerato come uno spinoff.
La serie è stata girata nell'inutilizzata Vincent Massey Public School di Etobicoke, nell'Ontario.

## Cast
- Dayo Ade: Bryant Lester "BLT" Thomas (St. 2-3)
- Sara Ballingall: Melanie Brodie
- Steve Bedernjak: Clutch (St. 3)
- Michael Blake: Paul (St. 3)
- Kirsten Bourne: Tessa Campanelli (St. 3)
- Stefan Brogren: Archie "Snake" Simpson
- Darrin Brown: Dwayne Myers (occasional Season 2)
- Michael Carry: Simon Dexter (St. 2-3)
- Andy Chambers: Luke Matthews (occasionalmente, St. 3)
- Christopher Charlesworth: Scott "Scooter" Webster (occasionalmente, St. 2-3)
- Sarah Charlesworth: Susie Rivera (St. 1-2)
- Amanda Cook: Lorraine "L.D." Delacorte (St. 1-3)
- Irene Courakos: Alexa Pappadopolos
- Trevor Cummings: Bartholomew Bond (occasionalmente, St. 3)
- Angela Deiseach: Erica Farrell
- Maureen Deiseach: Heather Farrell
- Craig Driscoll: Rick Munro (St. 1-2)
- Chrissa Erodotou: Diana Economopoulos (occasionalmente, St. 2; St. 3)
- Marcia Ferguson: Cindy (occasionalmente, St. 2-3)
- Michelle Goodeve: Ms. Karen Avery (St. 1-4)
- Anais Granofsky: Lucy Fernandez
- Rebecca Haines: Kathleen Mead
- Sarah Holmes: Alison Hunter (St. 3)
- Jacy Hunter: Amy Holmes (St. 3)
- Neil Hope: Derek "Wheels" Wheeler
- John Ioannou: Alex Yankou (occasionalmente, St. 1-3)
- Cathy Keenan: Liz O'Rourke (occasionalmente, St. 2) (St. 3-5)
- Niki Kemeny: Voula Grivogiannis (St. 1)
- Kyra Levy: Maya Goldberg (St. 3)
- Arlene Lott: Nancy Kramer
- Pat Mastroianni: Joey Jeremiah
- Maureen McKay: Michelle Accette (St. 2-3)
- Stacie Mistysyn: Caitlin Ryan
- Roger Montgomery: Mr. Garcia (St. 3)
- Bill Parrott: Shane McKay (St. 1-3)
- Siluck Saysanasy: Yick Yu
- Andreas Schilling: Benjamin McBride (occasionalmente, St. 3)
- Amanda Stepto: Christine "Spike" Nelson
- Nicole Stoffman: Stephanie Kaye (St. 1-2)
- Tyson Talbot: Jason Cox (occasionalmente, St. 1)
- Annabelle Waugh: Dorothy (occasionalmente)
- Duncan Waugh: Arthur Kobalewscuy (St. 1-2; occasionalmente St. 3)
- Keith White: Tim O'Connor (occasionalmente)
- Dan Woods: Daniel Raditch

## Episodi
| Stagione         | Episodi | Prima TV Canada |
| ---------------- | ------- | --------------- |
| Prima stagione   | 13      | 1987            |
| Seconda stagione | 13      | 1988            |
| Terza stagione   | 16      | 1988-1989       |

## Trasmissione
Il programma è stato mandato in onda anche su PBS negli USA, BBC nel Regno Unito e nell'Europa Occidentale, ABC in Australia, mentre è ancora inedito in Italia.